# حزب الاتحاد الاشتراكي العربي (سوريا)
الاتحاد الاشتراكي العربي الديمقراطي حزب سياسي سوري ذو توجه قومي عربي. الحزب مشارك في الائتلاف الوطني لقوى الثورة والمعارضة السورية.
تأسس الحزب نتيجة اندماج عدة قوى وحركات ناصرية وقومية هي حركة القوميين العرب والجبهة العربية المتحدة وحركة الوحدويين الاشتراكيين والاتحاد الاشتراكي.
عقد المؤتمر التأسيسي في بيروت في الفترة الواقعة ما بين 14 و18 تموز 1964، وتمخض عن إصدار بيان تأسيسي في 19 تموز بمناسبة الذكرى الأولى لإعدام قادة حركة 18 تموز 1963، وأذاعت إذاعة القاهرة هذا البيان، وانتخب نهاد القاسم أميناً عاماً ورئيساً للمكتب السياسي، كذلك تم تشكيل قيادة مؤقتة في الداخل للاتحاد. تسلم جمال الأتاسي منصب الأمين العام حتى وفاته عام 2002.
وفي أول مؤتمر عام لحزب الاتحاد الاشتراكي العربي الذي عقد عام 1965 لم تتمكن هذه القيادة من حضور المؤتمر، وفيه تم انتخاب العقيد جاسم علوان أميناً عاماً في الخارج (القاهرة) والدكتور جمال الأتاسي بعد تركه حزب البعث العربي الاشتراكي الحاكم أميناً عاماً مساعداً، كما تم تشكيل قيادة في الداخل تألفت من فايز إسماعيل وأديب النحوي وعصمت هنانو وظافر خير الله وعبد الرحمن عطبة. وبعد أربعة أشهر من الاندماج أعلن فايز إسماعيل وأدهم مصطفى انسحابهما من الاتحاد العربي الاشتراكي متخذين من المتغيرات السياسية العربية والنهج الجديد لجمال عبد الناصر القاضي بوحدة الصف والعمل العربي المشترك وسياسته في مؤتمرات القمة، وما تقتضيه تلك السياسة من تلاق مع السلطة السورية البعثية وفتح الخطوط معها كأمر واقع يفترض التنسيق والتعاون، إضافة إلى تفشي الشللية الحزبية والتكتلات داخل الاتحاد والقمع الذي كانت تمارسه السلطة البعثية، وثبوت عدم قيام حركة القوميين العرب بحل تنظيمها فعلياً، حجةً لتبرير انسحابها ومن ثم تعاونها مع السلطة منذ نهاية عام 1964 وبداية عام 1965.
مر الحزب بأزمات داخلية كثيرة، أدت إلى خروج مجموعات منه، وانشقاق بعض رموزه، وتشكيل أطر خاصة بها. كذلك تعرض أعضاؤه لحملات من الاعتقال والملاحقة لمعظم كوادره، ولكنه بقي مستمرا ومتجددا.
عرف بنقده للتجربة الناصرية في الحكم بجرأة وشجاعة وعن وعي؛ جعلته مستقلا وليس تابعا ومجددا لفكره وخطابه، وهو الذي قاد المعارضة السورية ممثلة بالتجمع الوطني الديمقراطي، الذي تأسس عام 1979 وضم خمسة أحزاب يسارية وقومية، قادها لما يزيد عن عقدين من الزمان.
استمرت زعامة الحزب للمعارضة الداخلية حتى بعد رحيل الدكتور جمال الأتاسي، ولكن ذلك لم يمنع ظهور أزمات له مع حلفائه في التجمع الوطني الديمقراطي، والتي برزت إلى السطح مع تشكيل «إعلان دمشق» في عام 2005.
التجربة الأخطر كانت للحزب بدخوله في «الجبهة الوطنية التقدمية»، مع بداية عهد حافظ الآسد، والتي لم يلبث أن خرج منها متحملا بذلك تبعات الانتقال من العلنية إلى السرية، وهي التجربة التي أدت إلى انشطاره، وكان ذلك احتجاجا على المادة الثامنة من الدستور، التي أعطت لحزب البعث وحده قيادة الدولة والمجتمع، وهي المادة التي أسست لقوننة الاستبداد، وترتب عليها كل ما جرى فيما بعد في تاريخ سورية في ظل حكم نظام العائلة.
للحزب وجود وامتداد في جميع المحافظات السورية، ويعتبر مركز ثقله في ريف دمشق والعاصمة نفسها.
في أخر مؤتمر حضره زعيمه الراحل الدكتور جمال الآتاسي؛ عام 2000، أضاف إلى اسمه التاريخي كلمة «الديمقراطي» تمييزا له عن الحزب الموازي في جبهة النظام، وأخذ بالتطور الديمقراطي على مستوى البنية والهيكلية، التي كانت تجري انتخاباتها دوما من القاعدة إلى القمة؛ وفي آخر مؤتمر له أقر بعدم الحق لأي أمين عام الترشح لأكثر من دورتين متتاليتين؛ حدا من النزوع الفردي، ولمزيد من الديمقراطية وتجديد الدماء، وفي هذا المؤتمر تبنى الحزب مبدأ العلنية متحملا بذلك تبعات الإعلان عن وجوده.
وفي إطار هذه السياسة والمواقف أقام على مدى ثلاث سنوات (2003- 2004-2005) مهرجانات كبيرة في ذكرى تأسيسه في ملعب مدينة دوما، كانت لافتة للنظر في حينها، وكشفت عن قوته وامتداده الشعبي.
كان من أوائل الأحزاب التي أصدرت بيانات ومواقف واضحة من الثورة السورية، آذار 2011، وكانت كوادره في العديد من المحافظات من أوائل النشطاء والفاعليين في صفوف الثورة، خصوصا في ريف دمشق ودرعا والسويداء والرقة حلب.
ساهم الحزب بتشكيل هيئة التنسيق الوطنية في أيلول 2011، وشارك في معظم حوارات المعارضة في الخارج، وهو ما أدى فيما بعد إلى خروج مجموعة كبيرة من كوادره وقواعده عن قيادة الحزب التقليدية؛ والبقاء تحت اسم الحزب، ولكن باسم اللجنة التنفيذية، تميزا لها عن القيادة التقليدية التي تعرف باسم المكتب السياسي، وذلك على خلفية الموقف من الثورة، وخطاب هيئة التنسيق ودورها.
كان الحزب منذ البداية من ضمن القوى التي تشكل منها الائتلاف الوطني لقوى المعارضة والثورة، وشارك بفاعلية في ذلك مع مختلف المكونات.
يتميز الحزب بوجود مختلف عناصره وكوادره في الداخل، حتى الآن وهو ما منع إعلان أسماء قيادته (اللجنة التنفيذية)، التي يقودها محمد فليطاني- من مدينة دوما، وممثل الحزب في الائتلاف قاسم الخطيب.
يتبنى الحزب مواقف الائتلاف، ويعمل عليها مع الآخرين، وهو يتبنى إقامة مجتمع ونظام ديمقراطي، مدني، تداولي، تمثيلي، ويتبنى مبدأ العدالة الاجتماعية، ولا يغيب عن خطابه البعد العروبي، الذي يعتبر ملمحا رئيسا من نهجه وفكره وسياسته.